# Бунатян, Армен Айкович
Армен Айкович Бунатян (1918 — 1978) — советский армянский учёный-математик, доктор технических наук (1971).
Автор трудов по моделированию и разработке численных методов решения задач математической физики, моделей плотной высокотемпературной плазмы и программ для расчета задач лазерного термоядерного синтеза.

## Биография
Родился 18 января 1918 года во Владикавказе в армянской семье — его отец был служащим, мать занималась домашним хозяйством.
Вскоре семья переехала в город Мытищи Московской области, где Армен окончил среднюю школу, одновременно посещая математический кружок при Академии наук СССР. В 1940 году окончил Московский педагогический институт им. К. Либкнехта и в этом же году женился. По 1941 год учился в аспирантуре этого же вуза. В 1941—1945 годах служил в Красной армии на Закавказском фронте частях, входивших в систему укрепрайонов.
После демобилизации, с 1946 года, Бунатян был научным сотрудником Математического института им. Стеклова АН СССР. В 1948—1951 годах — научный сотрудник Института точной механики. С декабря 1951 года работал в структурах атомной отрасли:
- с 1953 года — в отделе КБ-11 (ныне РФЯЦ-ВНИИЭФ);
- с 1955 года — заместитель начальника математического отделения НИИ-1011 (ныне РФЯЦ-ВНИИТФ); в 1957 году в отделении была введена в эксплуатацию первая на Урале цифровая ЭВМ «Стрела» с серийным номером 5[1];
- с 1958 года — начальник математического отделения, сменил на этом посту Н. Н. Яненко.

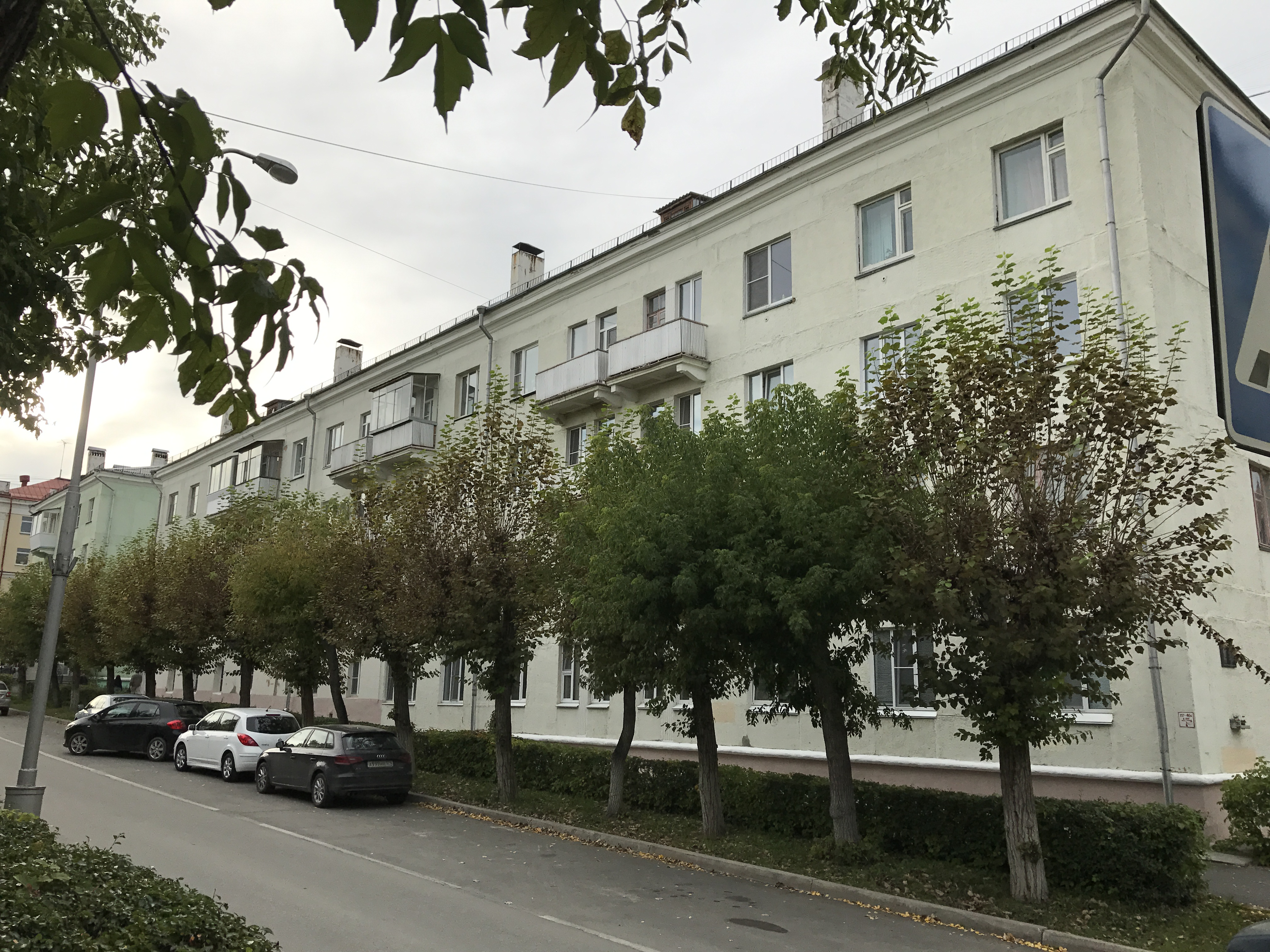
Жилой дом, где жил Армен Айкович

В 1971 году ВАК по ходатайству ученого совета РФЯЦ-ВНИИТФ присудила Бунатяну степень доктора технических наук без защиты диссертации. Кроме учёной, занимался общественной деятельностью — избирался членом бюро городского комитета КПСС.

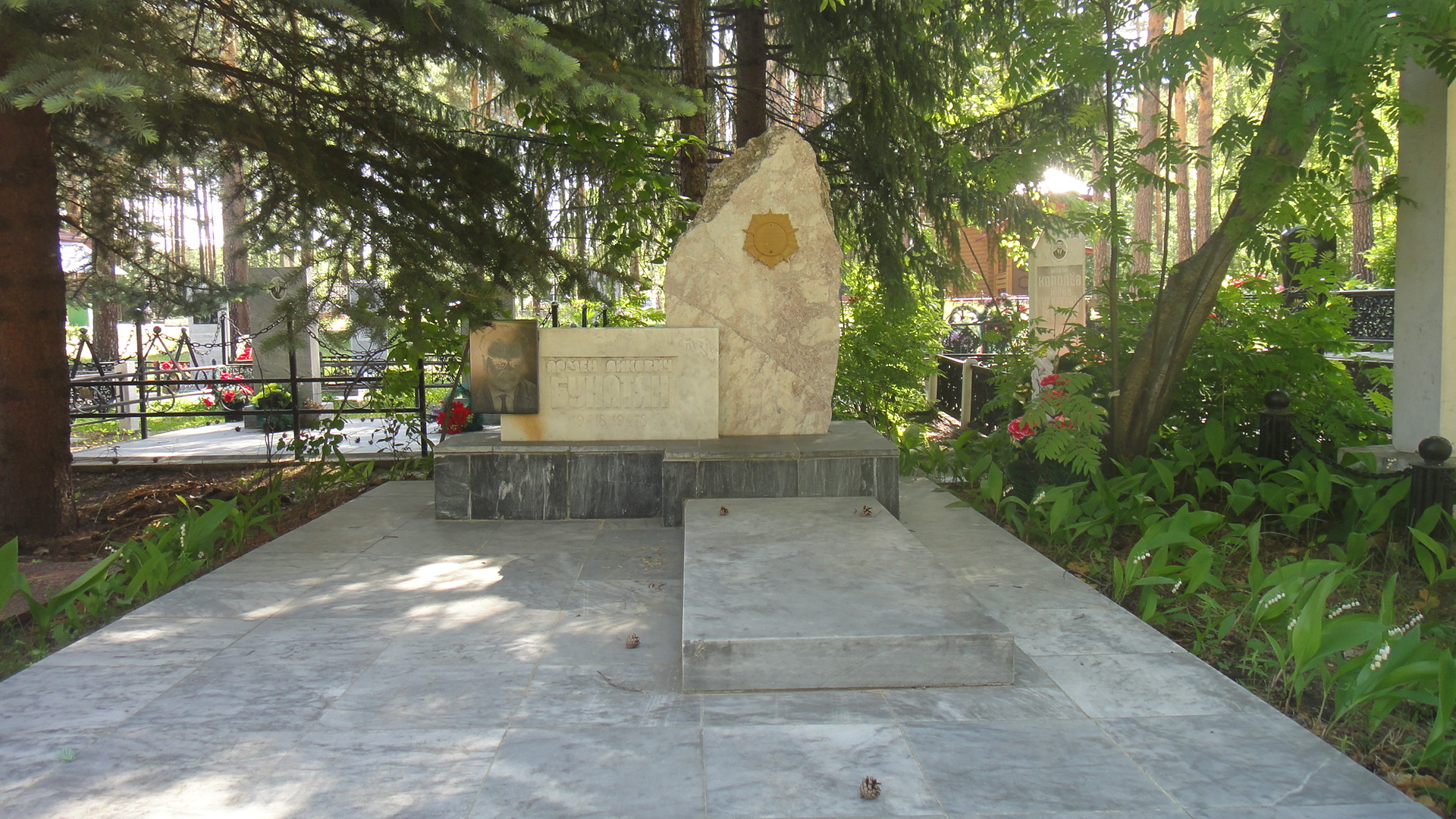
Могила Бунатяна

Умер 11 октября 1978 года в Челябинске-70 (город Снежинск).
В 1998 году в РФЯЦ-ВНИИТФ была учреждена ежегодная премия им. Бунатяна, которой отмечаются лучшие работы молодых сотрудников в области математики и вычислительной техники.

## Награды
- Был награжден орденами Ленина (1962), Трудового Красного Знамени (1954), Октябрьской Революции (1971) и медалями.
- Лауреат Ленинской премии (1963).